# Боен Племоазон
Боен Племоазон (фр. Bouin-Plumoison) насеље је и општина у североисточној Француској у региону Север-Па д Кале, у департману Па де Кале која припада префектури Montreuil.
По подацима из 2011. године у општини је живело 458 становника, а густина насељености је износила 73,63 становника/km². Општина се простире на површини од 6,22 km². Налази се на средњој надморској висини од 26 метара (максималној 128 m, а минималној 17 m).

## Демографија
| 1962. | 1968. | 1975. | 1982. | 1990. | 1999. | 2011. |
| ----- | ----- | ----- | ----- | ----- | ----- | ----- |
| 353   | 357   | 392   | 473   | 481   | 514   | 458   |

График промене броја становника у току последњих година